# Evelina Pahor
Evelina Pahor, slovenska učiteljica in prosvetna delavka, * 11. september 1916, Trst, † 17. marec 1994, Šempeter pri Gorici.

## Življenje  in delo
Evelina Pahor, sestra Borisa Pahorja se je rodila v družini policijskega fotografa Franca in gospodinje Marije Pahor rojene Ambrožič. Obiskovala je ljudsko šolo v tržaškem predmestju Rojan in Ciril-Metodovo pri Sv. Jakobu v Trstu, srednjo šolo pri  benediktinkah v Trstu ter kmetijsko-gospodinjsko šolo v Ljubljani. Leta 1947 je opravila učiteljsko maturo v Tolminu (ekspozitura Portorož). Pred 2. svetovno vojno je bila katehetinja na osnovnih šolah. Med vojno je kot partizanska učiteljica službovala v Gornji Košani (1943-1945). Po osvoboditvi je bila učiteljica v Mavhinjah pri Sesljanu (1945-1946) in v
Povirju (1946-1947), nato kot suplentka do 1949. v Marezigah in Padni, zatem je pri Slovenski prosveti vodila dodaten pouk na osnovni šoli pri Sv. Jakobu (1950-1953) in na osnovni šoli v ulici Donadoni v Trstu (1953-1963). Od leta 1963 do 1982, ko se upokojila, pa je poučevala na več šolah v okolici Trsta. 
Leta 1945 je na Radiu Trst A pripravila prvo mladinsko radijsko igrico Vrnitev, za katero je sama sestavila besedilo. Kot publicistka je sodelovala v Katoliškem glasu, Trinkovem koledarju (1982), Mohorjevem koledarju (1984), Ekumenskem zborniku (1973, 1979, 1981 in 1984) in v reviji Pastirček (1982-1989). Svoje prispevke je podpisovala s psevdonimom Evelina Ambrožič. Na Radiu Trst A je organizirala 49 oddaj Rišimo skupaj, tu je tudi sodelovala z izborom in komentiranjem odlomkov del Slomška, Erjavca, Finžgarja, Meška, Voranca, Preglja in brata Borisa. Umrla je v Šempetru pri Gorici, pokopana pa je v Šmihelu pri Pivki, materinem rojstnem kraju.